# 桦皮甸子河
桦皮甸子河位于中华人民共和国吉林省延边朝鲜族自治州汪清县北部，是嘎呀河左岸支流，发源于汪清县鸡冠乡高岭山脉北麓，蜿蜒向北流过张家店村、桦皮甸子村后转西流进入天桥岭镇境内，经北城子村、新华村、青沟子村、鱼亮子村等村屯，最后于东新村以南汇入嘎呀河。河长81.4千米，流域面积633平方千米，河道平均比降5.1‰。年均径流量1.06亿立方米。流域内森林植被良好，是汪清县木耳生产基地。